# Marquesado de Coria

Escudo de Coria.

El Marquesado de Coria tuvo sus orígenes a mediados del siglo siglo XV, cuando el rey de la dinastía de los Trastámara, Enrique IV de Castilla, debilitado en su poder, hizo que la ciudad de Coria perdiera su condición de bien realengo y por real cédula de donación la concedió a don Gutiérrez de Cáceres Solís, como cabecera de condado, en 1469. El I conde de Coria, en unión de su hermano don Gómez, maestre de la orden de Alcántara, la empeñó por cierta cantidad de dinero a García Álvarez de Toledo y Carrillo de Toledo, I duque de Alba de Tormes, quien, en 1472, la compró, quedándose con ella con el título de marquesado y siendo desde entonces el I marqués de Coria.
Actualmente el marquesado sigue en la Casa de Alba cuyo titilar es Carlos Fitz-James Stuart y Martínez de Irujo, el XIX duque de Alba de Tormes, quien entre sus numerosos títulos nobiliarios, ostenta el de XX marqués de Coria.